# The Cook (film 1911)
The Cook è un cortometraggio muto del 1911 prodotto dalla Lubin Manufacturing Company. Il nome del regista non viene riportato nei credit del film, interpretato da Spottiswoode Aitken.

## Produzione
Il film fu prodotto dalla Lubin Manufacturing Company.

## Distribuzione
Distribuito dalla General Film Company, il film - un cortometraggio di 180 metri - uscì nelle sale statunitensi il 12 giugno 1911. Il film è stato distribuito utilizzano il sistema dello split reel assieme al documentario Athletic Carnival, anch'esso prodotto dalla Lubin.